# Bellissens
Bellissens és una partida del terme municipal de Reus (Camp de Tarragona) que comprèn una gran extensió de terreny molt pla, limitat per la riera del Molinet i la del Mas de Sostres, i el camí dels Morts fins al camí de Vila-seca. És una partida de terra amb una certa abundància d'aigua, on s'hi troben algunes de les masies importants del terme de Reus, com ara el Mas de Becedes o el del Bonrepòs. En aquest indret, al sud-est del municipi, s'hi ha construït una autovia que segueix bàsicament, des del Mas de Sunyer, el Camí Vell de Bellissens, i que porta al port de Tarragona, a Vila-seca i a Port Aventura, i que s'anomena autovia de Bellissens. Es tracta de la via d'accés que accedeix a la zona universitària de Reus (Campus Bellissens), a les noves instal·lacions de la Fira de Reus, al centre d'inspecció tècnica de vehicles corresponent al Baix Camp i enllaça amb la carretera de València a Tarragona. També s'hi troben una zona industrial i un centre psiquiàtric.
Una part de la partida havia estat inclosa al Territori de Tarragona.